# (500612) 2012 UX138
(500612) 2012 UX138 es un asteroide perteneciente al cinturón de asteroides, región del sistema solar que se encuentra entre las órbitas de Marte y Júpiter, descubierto el 18 de octubre de 2012 por el equipo del Mount Lemmon Survey desde el Observatorio del Monte Lemmon, Arizona, Estados Unidos.

## Designación y nombre
Designado provisionalmente como 2012 UX138. 

## Características orbitales
2012 UX138 está situado a una distancia media del Sol de 3,095 ua, pudiendo alejarse hasta 3,431 ua y acercarse hasta 2,759 ua. Su excentricidad es 0,108 y la inclinación orbital 11,43 grados. Emplea 1989,20 días en completar una órbita alrededor del Sol.

## Características físicas
La magnitud absoluta de 2012 UX138 es 16,5. 